# Amiral Golovko (croiseur)
L'Amiral Golovko (russe : Адмирал Головко) est un croiseur lance-missiles de la classe Kynda construit pour la marine soviétique.

## Historique
Lancé le 18 juillet 1962 sous le nom de Doblestnyy (russe : Доблестный – « vaillant »), le navire est rebaptisé Amiral Golovko le 18 décembre 1962.
L'Amiral Golovko rejoint la flotte du Nord le 22 janvier 1965 et est initialement attaché à la 120e brigade maritime de missiles. Le navire faisait partie d'une force opérationnelle qui a soutenu la République arabe unie en juin 1967, assurant notamment la défense aérienne de la navigation dans le port d'Alexandrie pendant la guerre des Six Jours. Le navire est transféré dans la 150e brigade de missiles de la flotte de la mer Noire à partir du 22 mars 1968 et rejoint Alger (Algérie), du 8 au 13 mai 1970 avant d'être transféré à la 70e brigade de guerre anti-sous-marine en décembre 1970,. Les opérations en mer Noire comprennent une visite à Constanța (Roumanie) en août 1973. En avril 1975, le navire rejoint la 150e brigade de navires lance-missiles et retourne en mer Méditerranée, visitant Tunis (Tunisie) entre le 21 et le 26 août 1975 et Lattaquié (Syrie) entre le 22 et le 27 août 1978.
Entre le 4 juin 1982 et le 1er mars 1989, l'Amiral Golovko est amarré à Sevmorzavod (Sébastopol), pour des réparations et une modernisation. Le navire est placé en réserve en 1991 mais reprend du service à partir de décembre 1994 dans le cadre de la 21e brigade de lutte anti-sous-marine, puis à partir de décembre 1995 est rattaché à la 11e brigade de lutte anti-sous-marine,. Le navire opère en tant que navire amiral dans la flotte de la mer Noire jusqu'à son remplacement par le navire de guerre du projet 1134B Berkut B Kerch en 1997.
Le croiseur est finalement mis hors service en décembre 2002 et démoli à Inkerman en 2004.